# Dimensioni (gioco di ruolo)
Dimensioni è un gioco di ruolo indipendente dall'ambientazione di carattere narrativo, nato nel 1996 e  pubblicato per la prima volta, in formato elettronico, nel maggio del 2000 a cura della Dragons Lair di Udine e dell'Ikuvium Games, associazione dalla quale il gioco è nato. Con il contributo, via Internet, di molti appassionati si è giunti attualmente alla seconda edizione.
Dimensioni presenta diverse innovazioni nel sistema di gioco, flessibile e adattabile a qualsiasi tipo di ambientazione e livello di dettaglio. È possibile utilizzarne il regolamento scegliendo fra tre livelli di complessità, il più semplice dei quali non richiede l'uso dei dadi.
Il suo sistema di magia, Dimensioni Arcane è narrativo: non ci sono più incantesimi già fatti, cioè pronti da lanciare, con una serie di effetti ben precisi. Ogni incantesimo viene così ideato dal personaggio-giocatore al momento del lancio a seconda delle esigenze che richiede la scena.
Ogni personaggio dispone di certi poteri che sono racchiusi nei cosiddetti Arcani, ognuno dei quali rappresenta una certa branca della magia. Ognuno di essi racchiude alcuni poteri che possono essere usati dallo stregone al momento del bisogno, manipolando i flussi di energia magica. Così l'incantesimo viene “parametrizzato” a seconda delle esigenze, creando effetti che possono variare di volta in volta. Dalla combinazione degli Arcani si possono ottenere altri poteri, generalmente più potenti ma anche più complessi e difficili da usare.
I manuali di Dimensioni e Dimensioni Arcane sono completamente gratuiti.
A marzo 2007 è stata pubblicata, sempre in formato elettronico, la prima ambientazione per Dimensioni: Glennascaul, di tipo dark fantasy.